# Batalha de Narvik

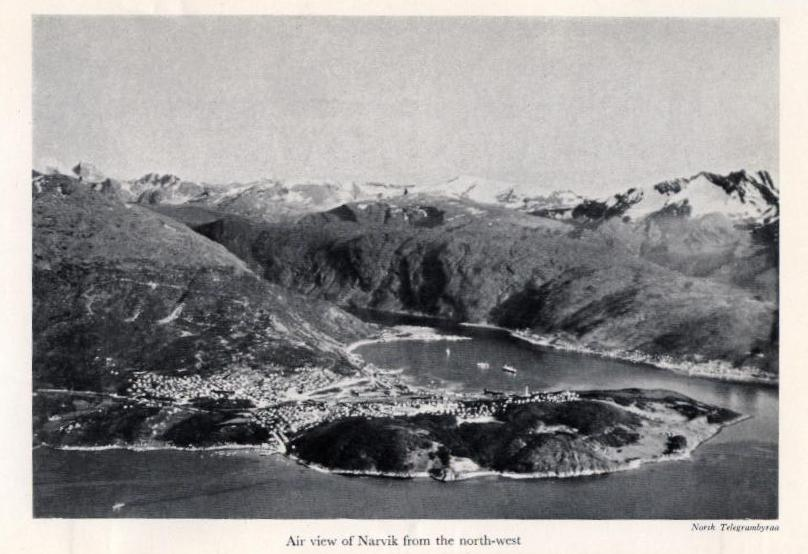
Narvik durante a Segunda Guerra Mundial

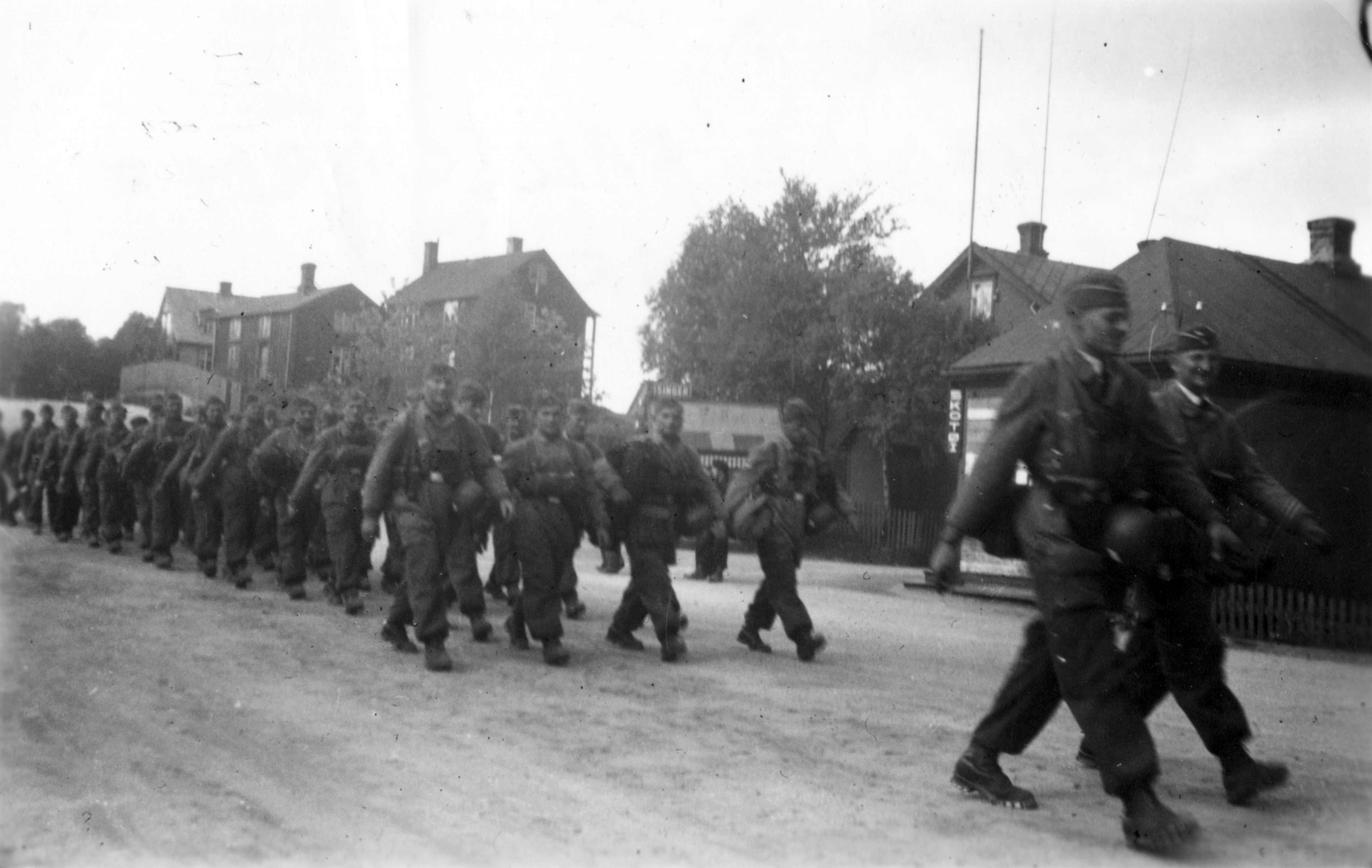
Tropas alemãs marchando vitoriosas em Narvik

A Batalha de Narvik foi uma série de lutas travadas entre 9 de abril e 8 de junho de 1940 nas regiões de Ofotfjord e Narvik, como parte da Campanha da Noruega, no começo da Segunda Guerra Mundial.
Duas batalhas navais foram travadas em Ofotfjord em 10 e 13 de abril entre a Marinha Real Britânica e a Kriegsmarine da Alemanha Nazista, enquanto um combate terrestre de dois meses foi travado por tropas da Noruega, França, Reino Unido e do governo polonês no exílio contra a Wehrmacht, as forças armadas nazistas (incluindo unidades de montanha e tropas paraquedistas da 1. Fallschirmjäger-Division).
Os alemães inicialmente sofreram vários reveses, sendo derrotados no mar e tiveram que recuar de Narvik e se estabeleceram ao longo da fronteira sueca. Os nazistas, contudo, se reagruparam e contra-atacaram, empurrando as Forças Aliadas para fora da Noruega. Os britânicos e franceses não tiveram como resistir, com sua atenção voltando para a França, que já estava caindo nas mãos do exército alemão.
Narvik providenciava um porto (que não congelava) no norte do Atlântico para que o importante minério de ferro sueco pudesse escoar, vindo pelas ferrovias de Kiruna. Ambos os lados do conflito queriam garantir o controle de áreas ricas em recursos naturais para si mesmos e para negar seu uso ao inimigo e isso deu a Narvik uma importância estratégica alta e acabou se tornando uma importante vitória para os alemães, com o minério de ferro da Suécia sendo muito usado durante a guerra.
Antes da invasão alemã da Noruega, as forças britânicas consideravam Narvik como um possível ponto de desembarque para uma expedição para ajudar a Finlândia durante a Guerra de Inverno. Esta expedição também, possivelmente, teria objetivo de tomar controle das minas suecas e abrir os seus portos para os Aliados. Para os franceses, o objetivo também era atrair os alemães e dividir sua atenção para longe da luta na própria França.